# Świdnik
Świdnik [ˈɕfʲidɲik] ist eine polnische Stadt in der Woiwodschaft Lublin etwa zehn Kilometer östlich von Lublin. Sie ist Sitz des Powiat Świdnik.
Der Name stammt von der Pflanze Świdwa ab, welche auf Deutsch Blutroter Hartriegel (Cornus Sanguinea) heißt.

## Geschichte
Die erste urkundliche Erwähnung des Ortes stammt aus dem Jahr 1392. Der Name des Ortes war Świdnik Major, später auch Świdnik Minor.
1795 fiel der Ort an das Habsburger Reich. 1809 wurde Świdnik Teil des Herzogtums Warschau und 1815 Teil von Kongresspolen. Nach dem Ersten Weltkrieg war die Stadt polnisch. Noch vor Ausbruch des Zweiten Weltkrieges wurde in der Stadt ein Flugfeld gebaut. 1951 wurde nahe dem Flugfeld mit der Produktion von Teilen für die MiG-15 begonnen. 1954 wurde mit der Errichtung einer Hubschrauber-Fabrik begonnen. Im selben Jahr erhielt Świdnik Stadtrecht. 1956 verließ mit der SM-1 bzw. Mi-1 der erste in Polen (mit Lizenz) produzierte Hubschrauber die Fabrik.
Am 8. Juli 1980, zu Beginn zahlreicher Streiks in Polen, begann auch in der Hubschrauberfabrik ein Streik. Dieser weitete sich während des Augusts 1980 auf große Teile der Stadt aus.
1999 wurde der Ort Sitz eines Powiat.

## Wirtschaft und Verkehr
Świdnik ist Sitz des Hubschrauberwerkes PZL Świdnik; der  dortige Flugplatz wurde zum internationalen Flughafen Lublin-Świdnik ausgebaut, der im Dezember 2012 eröffnet wurde.

## Partnerstädte
- Aalten (Niederlande)
- Svidník (Slowakei)

## Söhne und Töchter der Stadt
- Zbigniew Woźniak (* 1959), polnischer Maler
- Patryk Chojnowski (* 1990), polnischer Tischtennisspieler